# Наукові записки Державного природознавчого музею
«Наукові записки Державного природознавчого музею» — науковий журнал Державного природознавчого музею НАН України (Львів), що публікується раз на рік, тематика публікацій — музеологія, зоологія, ботаніка, екологія, палеонтологія, ґрунтознавство.

## Історія
Журнал мав три періоди видання з великими перервами, перший з яких не у всіх джерелах об'єднується з сучасним виданням.
У 1914 році, на той час у Природничому музеї імені Дідушицьких, було засновано польськомовний журнал «Rozprawy i wiadomości z muzeum im. Dzieduszyckich», головним редактором якого став відомий галицький природознавець Мар'ян Ломницький. Перший випуск починався з великих зоологічних статей Антонія Якубського та Олександра Тисовського щодо коловерток і вільноживучих нематод Сокальщини, також містив статті, що описували природу Львова і його околиць та інформацію про нові надходження до наукових фондів музею. До 1924 року було опубліковано 10 томів журналу, після чого він припинив видаватися.
У 1951 році було розпочато видання журналу під назвою «Наукові записки Львівського науково-природознавчого музею», відповідальним редактором якого був Григорій Козій і згодом Андрій Лазоренко. Нумерація томів з 1951 року не продовжувала видання розпочате 1914 року і починалася з першого тому. Було опубліковано 10 томів журналу до 1962 року, після чого він припинив видаватися.
У 1996 році було відновлено видання журналу з продовженням нумерації томів після 1962 року, з 11 тому. Спочатку видання називалося «Наукові записки» з надзаголовками «Національна академія наук» та «Державний природознавчий музей», згодом під сучасною назвою «Наукові записки Державного природознавчого музею». Відповідальним редактором видання протягом 1996—2001 років був Олександр Климишин. З 2002 року головним редактором журналу був Юрій Чернобай, з 2019 року — Ігор Капрусь.